# فالنتينو خان
فالنتينو خان (بالإنجليزية: Valentino Khan)‏ (من مواليد 15 فبراير 1987) هو دي جي ومنتج أمريكي ولد ونشأ في لوس أنجلوس. اشتهر بأعماله المشتركة مع ديبلو وسكريليكس وستيف أوكي. وصلت أغانيه الفردية "Deep Down Low" و "Make Some Noise" إلى ذروتها وذلك في المرتبة الأولى في عدد من التصنيفات العالمية.

## روابط خارجية
- فالنتينو خان على موقع IMDb (الإنجليزية)
- فالنتينو خان على موقع ميوزك برينز (الإنجليزية)
- فالنتينو خان على موقع ديسكوغز (الإنجليزية)